# Ervin Mórich
Ferenc Károly Ervin Mórich (* 27. Mai 1897 in Charlottenburg, Deutsches Reich; † 1982 in Derby, Vereinigtes Königreich) war ein ungarischer Ruderer.

## Karriere
Ervin Mórich gehörte dem Neptun Charlottenburgi Evezős Egylet an und wurde zusammen mit Béla Szendey zwischen 1923 und 1925 dreimal in Folge ungarischer Meister im Doppelzweier. Bei den Olympischen Sommerspielen 1924 in Paris schied das Duo in der Doppelzweier-Regatta im Vorlauf aus. 1926 wurde Mórich Nationaltrainer des ungarischen Ruderverbandes und übernahm später das Traineramt der Ruder-Sektion von Ferencváros Budapest.
Nach dem Zweiten Weltkrieg zog Mórich nach England, wo er bis zu seinem Tod 1982 lebte.